# Chiasso (singolo)
Chiasso è un singolo del rapper italiano Random, pubblicato il 19 maggio 2019 come primo estratto dall'EP Montagne russe.

## Tracce
1. Chiasso – 3:02

## Classifiche

### Classifiche settimanali
| Classifica (2020) | Posizione massima |
| ----------------- | ----------------- |
| Italia            | 3                 |

### Classifica di fine anno
| Classifica (2019) | Posizione |
| ----------------- | --------- |
| Italia            | 27        |
| Classifica (2020) | Posizione |
| Italia            | 74        |